# Heinz Kindermann
Heinz Kindermann (ur. 20 czerwca 1942 w Trutnovie) – niemiecki polityk, lekarz weterynarii, przez trzy kadencje poseł do Parlamentu Europejskiego.

## Życiorys
W drugiej połowie lat 50. odbył staż rolniczy. W 1967 ukończył studia z zakresu weterynarii na Uniwersytecie Humboldtów w Berlinie. W 1968 uzyskał stopień doktora w tej dziedzinie. Specjalizował się w zakresie lecznictwa małych zwierząt. Do 1990 pracował w zawodzie weterynarza w ramach spółki partnerskiej w Strasburg (Uckermark), następnie przez cztery lata pełnił funkcję urzędniczą. Od 1990 do 1994 był także radnym miejskim i przewodniczącym frakcji socjaldemokratów w radzie miasta.
W 1994 z listy Socjaldemokratycznej Partii Niemiec po raz pierwszy objął mandat deputowanego do Parlamentu Europejskiego. W wyborach w 1999 i 2004 z powodzeniem ubiegał się o reelekcję z ramienia SPD. Był m.in. członkiem grupy socjalistycznej, a w latach 1994–1999 wiceprzewodniczącym Komisji ds. Rybołówstwa. W PE zasiadał do 2009.